# MEG ザ・モンスター
『MEG ザ・モンスター』（メグ ザ・モンスター、原題：The Meg）は、2018年のアメリカ合衆国・中国合作のSF・アクション・スリラー映画。
監督をジョン・タートルトーブ、脚本をディーン・ジョーガリス、ジョン・ホーバー、エリック・ホーバーが務め、1997年のスティーヴ・オルテンのSF小説『Meg: A Novel of Deep Terror』を原作とする。200万年前に絶滅したはずの巨大なサメ、メガロドンに襲われた潜水艦を助けようとするレスキューダイバーの闘いが描かれる。
出演はジェイソン・ステイサム、リー・ビンビン、レイン・ウィルソン、ルビー・ローズ、ウィンストン・チャオ、クリフ・カーティス。

## あらすじ
プロローグ
レスキュー・チームのリーダーを務めるテイラーは、沈没した原子力潜水艦の乗組員救助に向かったところ、外部からの衝撃によって艦が圧壊し、テイラーはチームと乗組員を守るためにメンバーのマークスを艦に置き去りにし、救命艇を発進させる。
帰還後、テイラーは「巨大な生物による攻撃を受けた」と必死に主張するが、救助したヘラーに否定されたうえに精神異常だと決めつけられて置き去りを非難され、仕事を辞めてしまう。
深海でのレスキュー
5年後。中国・上海の沖に建設された海洋研究所「マナ・ワン」ではジャン博士の指揮のもと、マリアナ海溝の海底探査を行っていた。探査艇は定説上海底とされていた地点よりもさらに深く進んでいき、未知の領域に到達する。しかし、探査艇は巨大生物の攻撃を受けて破損し、浮上できなくなってしまう。探査チームを救助するため、マックとジャン博士はタイ王国で暮らしているテイラーに助けを求める。
元妻ローリーが巻き込まれ、巨大生物が絡む可能性があると聞いたテイラーは「マナ・ワン」に向かうが、ジャンの娘スーインが救助に向かっており、テイラーも向かう。海底に到着した2人は救助を開始しようとするが、200万年前に絶滅したはずの巨大生物メガロドンが現れ、襲いかかる。テイラーはスーインを海上へ逃がした後に救助を開始し、ローリーとウォールを救出するが、トシはテイラーたちを逃そうと探査艇に残ってメガロドンを引き付け、犠牲になる。
メガロドンの脅威
「マナ・ワン」のチームはメガロドンの対策を講じるが、メガロドンがテイラーたちを追って「マナ・ワン」近海に現れる。救難信号を受信したテイラーたちは出発し、テイラーとスーインの活躍でメガロドンを殺すと、彼らはそれを「マナ・ワン」に持ち帰ろうとする。
そこにもう1匹のさらに巨大なメガロドンが現れ、ウォールが丸飲みにされる。
船を転覆させられた結果、ジャックスを助けるため囮となったヘラーも殺され重傷を負ったジャンも「マナ・ワン」に戻る途中で死亡する。「マナ・ワン」のスポンサーであるモリスは部下を引き連れてメガロドンを殺そうとするが失敗し、食い殺される。
メガロドンとの決戦
テイラーたちは発信器でメガロドンを追う。三亜湾に現れて海水客たちを襲い出すメガロドンを、テイラーたちはクジラの鳴き声で誘い出す。テイラーとスーインは魚雷を使ってメガロドンを殺そうとするが失敗し、テイラーの潜水艇が破損してしまう。さらに取材中のヘリコプターの事故により、サポート船上の「マナ・ワン」のメンバーも海中に投げ出され、危機に陥る。
テイラーは潜水艇の破損部分を使用してメガロドンの腹部を切りつけ、さらに銛で目を突き刺す。メガロドンはテイラーを襲おうとするが、血の匂いに集まってきたサメの群れに食い殺される。テイラーもサメに襲われるがスーインに助けられて共に脱出し、近海にいたクルーザーに「マナ・ワン」のメンバーと共に救助される。

## キャスト
※括弧内は日本語吹替
- ジョナス・テイラー - ジェイソン・ステイサム（山路和弘）

レスキュー・チームのリーダー。様々な事情から退職して現在は酒浸りの生活を送る。
- スーイン・ジャン - リー・ビンビン（魏涼子）

ミンウェイの娘。主任海洋学者。博識は勿論、火中の栗を拾う勇敢な性格。
- ジャック・モリス - レイン・ウィルソン（伊藤健太郎）

海洋研究所のスポンサー。億万長者らしい要求の高さもあるが根は気さく。
- ジャックス・ハード - ルビー・ローズ（清水はる香）

エンジニアであり設計技師。軽口を叩く性格だが初対面のジョナスから認められる風格を持つ。
- ミンウェイ・ジャン - ウィンストン・チャオ（加藤亮夫）

博士。
- ジェームズ・“マック”・マックライズ - クリフ・カーティス（川島得愛）

チーフの男性。
- メイイン・ジャン - ソフィア・ツァイ（佐藤美由希）

スーインの娘。8歳。
- DJ - ペイジ・ケネディ（英語版）（あべそういち）

黒人男性。遠隔操作のプロ。
- ヘラー - ロバート・テイラー（英語版）（世古陽丸）

医師。医療班のチーフ。診断結果からジョナスを退職に追い込んだ一人。
- ウォール - オラフル・ダッリ・オラフソン（田所陽向）

操縦スタッフの一人。
- ローリー - ジェシカ・マクナミー（吉田麻実）

テイラーの元妻。操縦士。
- トシ - マシ・オカ（白石兼斗）

操縦スタッフの一人。下品だが好漢でテイラーたちを逃がすために犠牲になった。
- ディアンジェロ - ロブ・キパ・ウィリアムズ（橘潤二）

レスキュー・チームのメンバー。
- マークス - タワンダ・マニーモ（英語版）（宮﨑聡）

レスキュー・チームのメンバー。
- 新婦 - スイ・フォン・アイビー・ツイ（藤田曜子）

三亜湾で結婚式を挙げてる新婦。
- 犬のピピン - ケリー・ザ・ドッグ

新婦の飼い犬。
その他：熊谷海麗、樋山雄作、こばたけまさふみ、菊地達弘、渡井奏斗、バトリ勝悟、夏目あり沙

## 製作
当初、小説の権利は1997年にウォルト・ディズニー・カンパニー傘下のハリウッド・ピクチャーズが取得した。脚本にはトム・ウィーラーが起用されたが、彼の脚本が不十分なものだと判断したディズニーは新たにジェフリー・ボームを起用して脚本を執筆させた。しかし、ボームの脚本もウィーラーと同様の理由で却下された。原作者のスティーヴ・オルテンによると脚色が酷いうえに社長が解雇されるなどの混乱があり、1999年までに企画は停止し、権利はオルテンに返還された。
2005年にニュー・ライン・シネマが権利を取得し、7,500万ドルの製作費が投じられ2006年夏に公開予定であることが報じられた。監督はヤン・デ・ボン、プロデューサーはギレルモ・デル・トロ、脚本はシェーン・サレルノが務めることになっていたが、脚本は原作を無視した内容となり、企画も製作費の関係で取り止めとなった。
2015年にワーナー・ブラザースがディーン・ジョーガリスを脚本に迎えて企画を進めていることが報じられた。同年6月までに、監督にイーライ・ロスが交渉中と報じられていたが、彼は創造的な面での相違を理由に2016年初頭に降板し、ジョン・タートルトーブが監督を務めることになった。同年8月から9月にかけて、ジェイソン・ステイサムなどの主要キャストが発表された。主要撮影は10月13日にニュージーランドのウェスト・オークランドで始まり、2017年1月4日に中国海南省三亜市で撮影が終了した。

## 公開
当初は2018年3月2日に公開予定だった。最終的な公開日は8月10日に変更され、3DとIMAXで公開されることになった。

## 評価

### 興行収入
製作費は1億3,000万ドルから1億7,800万ドル、宣伝には1億4,000万ドルかかったと見られ、費用を回収するためには4億ドル以上の興行収入が必要とされている。
北米では『スレンダーマン 奴を見たら、終わり』や『ブラック・クランズマン』と同じ週に4,118劇場で公開され、公開週末に2,000万ドルから2,200万ドルの収益が予想された。しかし、映画はプレビュー上映で400万ドルの収益を上げたため、アナリストは当初の2,000万ドルの予想を上回るだろうと指摘し、公開初日の収益が1,650万ドルだったことから公開週末の興行収入は4,000万ドルになるだろうと予測を修正した。実際の公開週末の興行収入は4,540万ドルを記録している。公開第2週末の興行収入は2,150万ドルを記録した。
中国では1万2,650スクリーンで公開され、公開初日に5,030万ドルの興行収入を記録し、他の地域ではメキシコで620万ドル、ロシアで500万ドル、イギリスで440万ドル、スペインで240万ドル、フィリピンで200万ドルをそれぞれ記録し、96か国の合計興行収入は1億150万ドルを記録している。2018年9月7日には合計興行収入が4億7,353万ドルを記録し、『ジョーズ』の記録（4億7,065万ドル）を抜いてサメ映画史上最高額に達した。

### 批評
Metacriticには46件のレビューが寄せられ、46/100のスコアとなっており、CinemaScoreでは「B+」評価となっている。
Rotten Tomatoesでは202件のレビューが寄せられ、支持率48%、平均評価5.5/10となっており、「『MEG ザ・モンスター』は古き良きB級映画のクリーチャーの特徴のために観客を盛り上げるが、ダイビングする価値を持たせるためにはジャンルのスリル—または安っぽさ—が欠如している」と批評している。
バラエティ誌のオーウェン・グレイバーマンは、「良くも悪くもない」と批評している。Exclaim!のアレックス・ハドソンは、「これは今年の夏に観る先史時代モンスター映画の最高のブロックバスター作品です。ごめんね、『ジュラシック・ワールド/炎の王国』」と批評している。
フォーブス誌のスコット・メンデルソンは特殊効果に感銘を受け、「上品なB級映画」と批評しており、IGNのウィリアム・ビビアーニはキャストの演技、特にステイサムの演技を称賛している。ハリウッド・リポーターのサイモン・エイブラムスは、『シャークネードシリーズ』と比較して「爽快で気取らない」「新鮮な息吹」と批評している。

## 原作
- スティーヴ・オルテン 著、篠原慎 訳『メグ』角川書店〈角川文庫〉、1997年7月。ISBN 4-04-791276-X。
  - スティーヴ・オルテン 著、篠原慎 訳『メガロドン』角川書店〈角川文庫〉、2001年7月。ISBN 4-04-288501-2。 - 改題再版。
  - スティーヴ・オルテン 著、篠原慎 訳『MEG ザ・モンスター』KADOKAWA〈角川文庫〉、2018年8月。ISBN 978-4-04-106259-3。 - 2度目の改題再版。

## テレビ放映
| 回 | 放送日        | 放送時間      | 放送分数 | 放送局     | 放送枠             | 平均世帯 視聴率 | 備考         | 出典   |
| -- | ------------- | ------------- | -------- | ---------- | ------------------ | --------------- | ------------ | ------ |
| 1  | 2020年8月8日  | 21:00 - 23:10 | 130分    | フジテレビ | 土曜プレミアム     | 5.1%            | 地上波初放送 | [ 37 ] |
| 2  | 2021年8月26日 | 13:40-15:40   | 120分    | テレビ東京 | 午後のロードショー |                 |              | [ 38 ] |
| 3  | 2023年8月7日  | 13:40-15:40   | 120分    | テレビ東京 | 午後のロードショー |                 |              |        |
| 4  | 2025年7月15日 | 13:40-15:40   | 120分    | テレビ東京 | 午後のロードショー |                 |              |        |